# Аверинка (Воронежская область)
Аверинка — посёлок в Новохопёрском районе Воронежской области России.
Входит в состав Центральского сельского поселения.

## История
Возник в первые годы Советской власти. На картах 1868 года в этом месте обозначен хутор Аверинский в один или два дома, называвшийся по фамилии его жителей.

## География
Расположен в степной местности, в 25 километрах к юго-западу от города Новохоперска.

### Улицы
- ул. Колхозная